# عملية أجاي 2023
عملية أجاي (بالتيلوغوية: ఆపరేషన్ అజయ్)‏ هي عملية إجلاء مُستمرة تجريها القوات المسلحة الهندية لإجلاء المواطنين الذين يحملون الجنسية الهندية من إسرائيل خلال الحرب الفلسطينية الإسرائيلية 2023.

## الخلفية
في 7 أكتوبر 2023 بدأت الحرب الفلسطينية الإسرائيلية 2023. ويعيش ما يقدر بنحو 18 ألف هندي في المناطق المتأثرة.

## العملية
- غادرت أول رحلة طيران مستأجرة تحمل مواطنين هنود من مطار بن غوريون في وقت متأخر من 13 أكتوبر 2023 وعلى متنها 211 شخصًا بالغًا وطفلاً رضيعاً.
- وفي 14 أكتوبر 2023 أُجلي 235 هندياً إضافياً، من بينهم رضيعان من إسرائيل إلى وطنهم بأمان.[4]